# Músculo puborretal
O músculo puborretal é um músculo da pelve.